# Skakavac (vodopad kod Kotor Varoša)
Skakavac je vodopad u Bosni i Hercegovini.
Nalazi se na rijeci Dubokoj, pritoci Vrbanje odnosno njezinom kanjonu. Okružen je vrhovima Golo brdo (1158 m) i Ježica (1276 m). Od Kotor Varoša je udaljen oko 20 kilometara. Vodopad je visoko oko dvadeset metara.
Osim Skakavca na Dubokoj se nalazi još nekoliko vodopada i slapova.

## Vanjske poveznice
|  | Zajednički poslužitelj ima još gradiva o temi Skakavac (vodopad kod Kotor Varoša) |